# 音羽町駅
音羽町駅（おとわちょうえき）は、静岡県静岡市葵区音羽町にある静岡鉄道静岡清水線の駅。駅番号はS03。

## 歴史
1996年（平成8年）3月31日までは急行停車駅であった。戦前には駅の近くに火力発電所が存在した（跡地は公園になっており、現在は「音羽公園」と呼ばれるが、以前は「火力公園」とも呼ばれた）。長沼駅構内に留置されていた無蓋車ト1、ト2はその発電所で使用する石炭を清水港から運ぶために使用されていた。

### 年表
- 1908年（明治41年）12月9日：きよみず公園前駅として開業。
- 年月日不詳：公園前駅に改称。
- 年月日不詳：音羽町駅に改称

## 駅構造

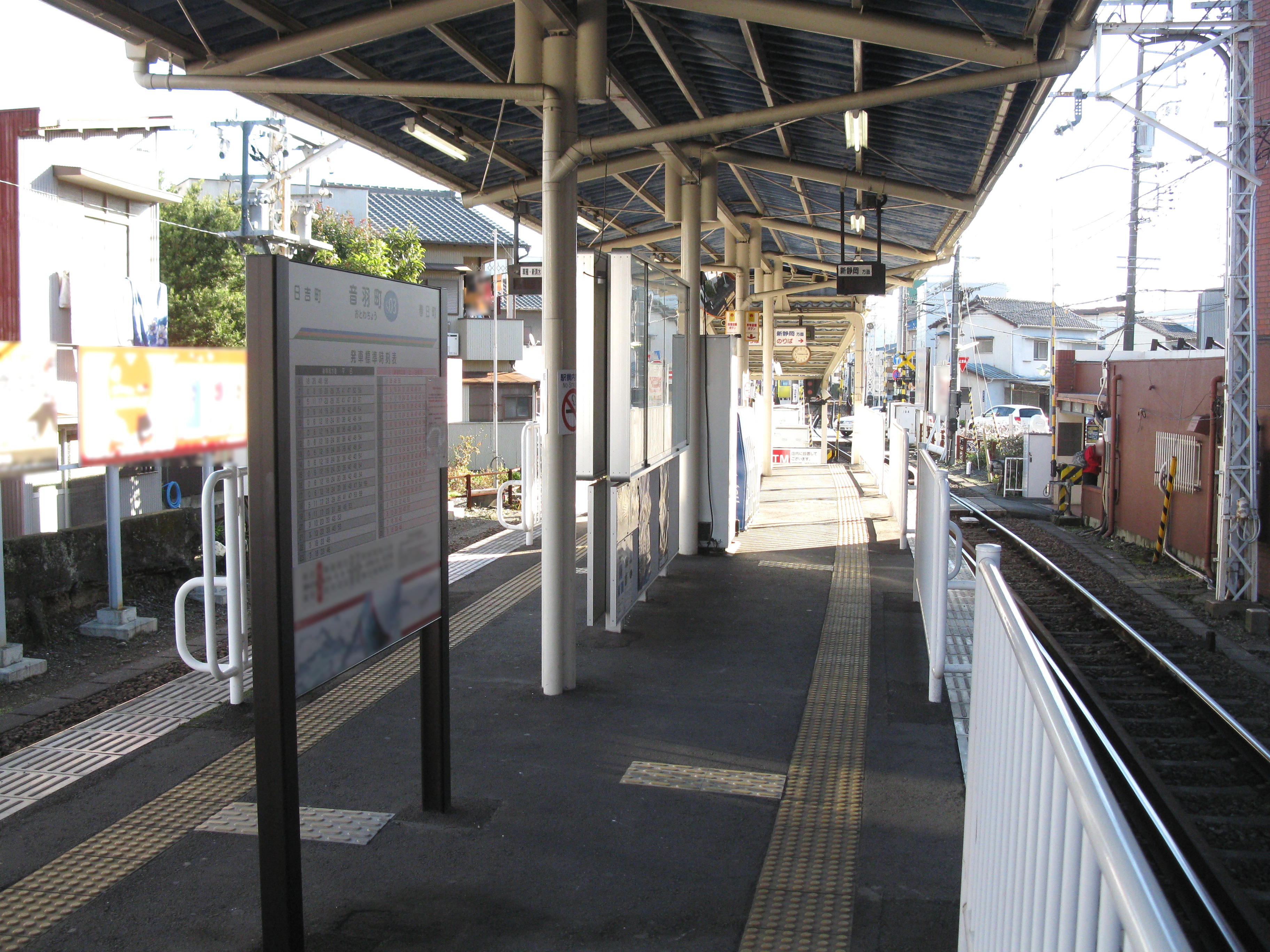
ホーム（2010年12月）

島式1面2線のホームを持つ地上駅。駅舎からホームへの移動は、構内踏切を利用する。静鉄音羽ビルの片隅が駅舎となっている。
ホームは狭く、安全のため固定の柵がある。スロープが存在し、バリアフリーに対応している。

### のりば
| 乗り場 | 路線        | 方向 | 行先       |
| ------ | ----------- | ---- | ---------- |
| 1      | ●静岡清水線 | 下り | 新清水方面 |
| 2      | ●静岡清水線 | 上り | 新静岡方面 |

## 利用状況
「静岡市統計書」によれば、2023年度の一日平均乗車人員は782人、降車人員は809人であった 。この乗降人員は静岡清水線全15駅中13番目である。なお、同統計によれば、近年の乗降人員は以下の通りである。
| 年度               | 1日平均乗降人員 | 1日平均乗降人員 | 1日平均乗降人員 |
| 年度               | 乗車人員        | 降車人員        | 合計            |
| ------------------ | --------------- | --------------- | --------------- |
| 2002年（平成14年） | 658             | 909             | 1,567           |
| 2003年（平成15年） | 676             | 946             | 1,622           |
| 2004年（平成16年） | 686             | 955             | 1,641           |
| 2005年（平成17年） | 823             | 849             | 1,672           |
| 2006年（平成18年） | 680             | 966             | 1,646           |
| 2007年（平成19年） | 684             | 962             | 1,646           |
| 2008年（平成20年） | 791             | 773             | 1,564           |
| 2009年（平成21年） | 714             | 685             | 1,399           |
| 2010年（平成22年） | 603             | 693             | 1,296           |
| 2011年（平成23年） | 799             | 892             | 1,691           |
| 2012年（平成24年） | 806             | 937             | 1,743           |
| 2013年（平成25年） | 774             | 852             | 1,626           |
| 2014年（平成26年） | 764             | 834             | 1,598           |
| 2015年（平成27年） | 722             | 796             | 1,518           |
| 2016年（平成28年） | 748             | 822             | 1,570           |
| 2017年（平成29年） | 779             | 863             | 1,642           |
| 2018年（平成30年） | 798             | 876             | 1,674           |
| 2019年（令和元年） | 817             | 876             | 1,693           |
| 2020年（令和02年） | 653             | 675             | 1,328           |
| 2021年（令和03年） | 661             | 690             | 1,351           |
| 2022年（令和04年） | 758             | 778             | 1,536           |
| 2023年（令和05年） | 782             | 809             | 1,591           |

## 駅周辺
- 音羽山清水寺（きよみず山公園）
- 静岡横田郵便局
- 市営沓谷霊園（大杉栄の墓がある）
- 静岡朝日テレビ
- 国道1号
- 静岡学園中学校・高等学校
- KITE-GO 音羽町店

## 隣の駅
静岡鉄道
S 静岡清水線
■急行・■通勤急行
通過
■普通
日吉町駅 (S02) - 音羽町駅 (S03) - 春日町駅 (S04)